# Peter Unterkircher
Peter Unterkircher (6. února 1858 Nikolsdorf – 23. dubna 1928 Innsbruck) byl rakouský křesťansko sociální politik, na počátku 20. století poslanec Říšské rady, v poválečném období poslanec rakouské Národní rady.

## Biografie
Vychodil národní školu a reálné gymnázium. Působil jako úředník komory. Angažoval se v Křesťansko sociální straně Rakouska. Byl tajemníkem Tyrolského selského svazu v Innsbrucku a od roku 1908 poslancem Tyrolského zemského sněmu.
Na počátku 20. století se zapojil i do celostátní politiky. Ve volbách do Říšské rady roku 1907, konaných poprvé podle všeobecného a rovného volebního práva, získal mandát v Říšské radě (celostátní zákonodárný sbor) za obvod Tyrolsko 11. Usedl do poslanecké frakce Křesťansko-sociální sjednocení. Mandát obhájil za týž obvod i ve volbách do Říšské rady roku 1911 a byl členem klubu Křesťansko-sociální klub německých poslanců. Ve vídeňském parlamentu setrval až do zániku monarchie. Profesně byl k roku 1911 uváděn jako zemský poslanec a komorní úředník.
Po válce zasedal v letech 1918–1919 jako poslanec Provizorního národního shromáždění Německého Rakouska (Provisorische Nationalversammlung), pak od 4. března 1919 do 9. listopadu 1920 v Ústavodárném národním shromáždění Rakouska. Od 10. listopadu 1920 do 20. listopadu 1923 byl poslancem rakouské Národní rady.